# Курейшан
Курейша́н (сев. зазаки Khurêş; курд. Kurêşan; самоназвание: Kirmanc) — одно из племён северных курдов-заза родом из Дерсима.
Исторически племя курейшан называют себя этнонимом «kirmanc». Исповедуют алевизм и разговаривают на северном зазаки.

## История
Марк Сайкс (1879—1919), британский писатель, политик и дипломат, в своей статье о курдских кланах и племенах, живших на землях Османской империи, также перечисляет клан, называемый курешанами. По его словам, этот клан, который, по-видимому, обосновался на западе Дерсима, состоит из четырех племен:
- Курси
- Садиян
- Балабан
- Бадили

После турецких реформ 1937 года курейшан, вместе с остальными племенами Дерсима, подняли восстание, которое вооружённые силы Турции жестоко подавили, устроив массовые погромы и чистки среди местного курдского населения.

## Состав
В состав племени Курейшан входят следующие рода:
- Алиян
- Читан
- Казиян
- Гулинан
- Гудан
- Хаман
- Калиян
- Шейхан
- Сулейманан
- Валиян

## Известные люди
Се́й Каджи́ (сев. зазаки Sey Qaji; род. 1871, Гемике, Дерсим — 1932, Хишкуле) — курдский поэт, написавший стихотворение «Aşîra Demenu Sero Vata», о людях, насильственно перемещённых с Курдистана;
Ша́х Хайда́р (сев. зазаки Şah Hayder; род. 1885, Пирдо Сур, Дерсим — 1916) — курдский певец и поэт. Возможно, был учеником Сей Каджи;
Кема́ль Кылычдаро́глу (тур. Kemal Kılıçdaroğlu; род. 17 декабря 1948, Назымие, Турция) — турецкий политический деятель, лидер Республиканской народной партии с мая 2010 года.